# Cantó de Toló-1
El cantó de Toló-1 és un cantó francès del departament de la Var, situat al districte de Toló. Compta amb part del municipi de Toló.

## Municipis
- Toló

## Història
| Data d'elecció                           | Identitat             | Partit        | Qualitat |
| ---------------------------------------- | --------------------- | ------------- | -------- |
| 1970-1973                                | M. Vitel              |               |          |
| 1973-1998                                | Fabien Fogacci        | UDF           |          |
| 1998-2001                                | Michel Clément        | Divers gauche |          |
| 2001-                                    | Jean-François Fogacci | Divers droite |          |
| les dades anteriors no són pas conegudes |                       |               |          |
|                                          |                       |               |          |

## Demografia
| 1962 | 1968 | 1975 | 1982 | 1990   | 1999   | 2006   |
| ---- | ---- | ---- | ---- | ------ | ------ | ------ |
| -    | -    | -    | -    | 10.959 | 11.005 | 11.660 |